# Атомно-абсорбционная спектроскопия с источником сплошного спектра
Атомно-абсорбционные спектрометры (ААС) с источником сплошного спектра — приборы, предназначенные для проведения количественного элементного анализа по атомным спектрам поглощения, основанные, в отличие от традиционных атомно-абсорбционных спектрометров, на использовании источников непрерывного (сплошного) спектра.